# Pavel Bartoň
Pavel Bartoň, vl. jménem Jiří Šeda (* 20. dubna 1950 Litomyšl), je bývalý český zpěvák aktivní v letech 1972 až 1989.

## Kariéra
Pavel Bartoň absolvoval vojenskou službu jako zpěvák Armádního uměleckého souboru a krátce poté se vydal na profesionální pěveckou dráhu. V té době byl jeho otec, hudební vědec a spisovatel Jaroslav Šeda (1925–1993), generálním ředitelem hudebního vydavatelství Supraphon. Aby nebyl považován za protekčního synka, zvolil si zcela odlišné umělecké jméno.
První singl nahrál v dubnu 1972 a hned následující rok znamenal vrchol v jeho kariéře. V roce 1973 zvítězil ve třetím ročníku soutěže Intertalent v Gottwaldově a dále se zúčastnil písňových soutěží Děčínská kotva (s písní Chléb se solí) a Bratislavská lyra, kde zvítězil s písní Tou dálkou. Téhož roku dosáhl na 7. místo v anketě Zlatý slavík, což bylo jeho nejvyšší umístění v této anketě. Navíc v roce 1973 stihl ztvárnit epizodní roli mnicha ve filmovém muzikálu Noc na Karlštejně. Následně dostal nabídku na exkluzivní slouvu s německou vydavatelskou firmou Ariola, která byla neúspěšná, i kvůli podmínkám agentury Pragokoncert.
Popularita Pavla Bartoně postupně klesala. Jedním z důvodů byl jeho odchod z Prahy do Ostravy, kde spolupracoval s Ivo Pavlíkem. Svou roli také hrála okolnost, že nikdy neměl vlastní doprovodné těleso, ale spoléhal na osvědčené big bandy. V 80. letech spolupracoval zejména s Orchestrem Václava Hybše, s nímž pořídil své poslední nahrávky.
Po roce 1989 pěveckou kariéru definitivně ukončil a začal se věnovat pěstování bonsají a výrobě keramických misek na ně.

## Nahrávky
Pavel Bartoň natočil u Supraphonu dvě LP desky:

### Můj svět
– v roce 1975
A
- Je to málo (By Tomorrow) – hudba / text: Mitch Murray / Vladimír Poštulka
- S ní (Tous les visages de l'amour) – hudba / text: Charles Aznavour / Zdeněk Borovec
- Máš jí psát – hudba / text: Alfons Jindra / Zdeněk Borovec
- On a ona – hudba / text: Zdeněk Barták / Jaroslav Machek
- Padá vlahý déšť – hudba / text: Vladimír Popelka / Ivo Fischer
- Čas ztracených korálků – hudba / text: Zdeněk Marat / Vladimír Poštulka

B
- Tam vzhůru balón má mě nést – hudba / text: Bohuslav Ondráček / Miroslav Slavata
- Chci žít – hudba / text: Jindřich Brabec / Jiří Aplt
- Vítr (My Friend The Wind) – hudba / text: Stélios Vlavianós / Zbyšek Malý
- Málem dětský smích – hudba / text: Jiří Urbánek / Jaroslav Wykrent
- Budeš má první vráska – hudba / text: Ivo Pavlík / Zbyšek Malý
- Dětské sny – hudba / text: Petr Janda / Jiří Oulík

V roce 2008 vyšlo na CD toto albu bez písní Je to málo a Vítr, ale doplněné 11 dalšími nahrávkami ze singlů pod názvem Můj svět (+singly 1975–1980). Zároveň vyšlo kompilační CD s dalšími nahrávkami ze singlů pod názvem Má, má tě rád (singly 1972–1975).

### The Great Love Songs'
– v roce 1983 – anglicky
A
- Smoke Gets In Your Eyes (h: Jerome Kern)
- Tonight (h: Leonard Bernstein)
- My Prayer (h: Georges Boulanger)
- Maria (h: Leonard Bernstein)
- Love Is A Many Splendored Thing (h: Sammy Fain)

B
- The Shadow Of Your Smile (h: Johnny Mandel)
- The Way We Were (h: Marvin Hamlisch)
- True Love (h: Cole Porter)
- Sweet Lullaby (Chviličku Spát) (h: Alfons Jindra, angl. text: Michal Bukovič)
- In The Still Of The Night (h: Cole Porter)
- This Is My Song (h: Charlie Chaplin)

### Další nahrávky
na SP a na kompilačních albech:
- Aj, aj, aj (Ay, Ay, Ay) – hudba / text: Osmán Pérez Freire / Zdeněk Borovec – 1983
- Až budou jednou lípy kvést – hudba / text: Jan Hrábek / Jan Hrábek – 1976
- Až se mi vrátí (Blaženi nek su oni časi) – hudba / text: Đelo Jusić / Jiří Aplt – 1974
- Buď hodná dřív než odejdeš – hudba / text: Bohuslav Ondráček / Vladimír Poštulka – 1973
- Co tebe znám (Fiesta /Let the sun shine in the water/) – hudba / text: Hans Bouwens / Zbyšek Malý – 1973
- Festivalový květ – hudba / text: Jan Spálený / Pavel Vrba – 1973
- Gaudeamus – hudba / text: Bohuslav Ondráček / Zdeněk Borovec – 1972
- Hledej dál (Look Around /And You'll Find Me There/) – hudba / text: Francis Lai / Jiřina Fikejzová – 1972
- Chléb se solí – hudba / text: Jiří Bažant / Jiří Štaidl – 1973
- Chraň svůj sen – hudba / text: Bohuslav Sedláček / Lubomír Černík – 1977
- Já nejsem sám – hudba / text: Karel Svoboda / Vladimír Poštulka – 1975
- Já tě najdu – hudba / text: Josef Vítek / Jiří Aplt – 1979
- Já znám tvoji vlídnou tvář (Вечност) – hudba / text: Mitko Šterev / Richard Bergman – 1977
- Jak žít bez tebe (Without You) – hudba / text: Badfinger / Zdeněk Borovec – 1972
- Ještě pár dní – hudba / text: Vladimír Koudelka / Vladimír Koudelka – 1978 – duet s Vladěnou Pavlíčkovou
- Jezabel (Jezebel) – hudba / text: Wayne Shanklin / Zdeněk Borovec – 1989
- Kde slunce otálí – hudba / text: Ladislav Štaidl / Eduard Krečmar – 1973
- Kdo...? – hudba / text: Vítězslav Hádl / Michal Bukovič – 1981
- Kdo líp tě zná než já – hudba / text: Karel Svoboda / Vladimír Poštulka – 1973
- Když zazní zvon (Вечерний звон) – hudba / text: Alexandr Aljabjev / Zdeněk Borovec – 1988
- Konec milování (When There's No You) – hudba / text: Leslie Reed a Jackie Rae / Jiří Suchý – 1973
- Krátká je má zpráva – hudba / text: Václav Zahradník / Miroslav Černý – 1973
- Lásko má (Unchained Melody) – hudba / text: Alex North / Zdeněk Borovec – 1985
- Lípo, lípo má – hudba / text: Daniel Dobiáš / Petr Bukovský – 1974
- Má, má tě rád (He Will Be Here) – hudba / text: Leslie Reed a John Barry Mason / Zdeněk Borovec – 1972
- Máme lásky své – hudba / text: Jaromír Klempíř / Jiří Aplt – 1979
- Máš tisíc krás – hudba / text: Milan Svoboda / Klára Bojarová – 1977
- Nejsi už dítě (Hey Lovely Lady) – hudba / text: Johnny Hallyday a Michel Mallory / Michael Prostějovský – 1976
- Neřídím se ptačím řádem – hudba / text: Jindřich Brabec / František Řebíček – 1972
- O Vánocích – hudba / text: Zdeněk Marat / Zdeněk Borovec – 1987
- Odcházím – hudba / text: Zdeněk Barták / Jaroslav Machek – 1976
- Oslí serenáda – hudba / text: Rudolf Friml / Karel Hašler a Jiří Aplt – 1989
- Patnáctý – hudba / text: Milan Dvořák / Hana Čiháková – 1976
- Píseň o starém rybáři – hudba / text: Stanislav Kalous / Lukáš Fišer – 1986
- Píseň skřivánčí – hudba / text: Alexander Goldscheider a Jan Hrábek / Jaroslav Machek – 1981
- Pojď, půjdem Prahou – hudba / text: Rudolf Myška / Jiří Aplt – 1987
- Rudé svítání – hudba / text: Zdeněk Marat / Jiří Aplt – 1973
- Řeka snů (Lonely Last Rose) – hudba / text: tradicionál / Jaroslav Šprongl – 1972
- S láskou (True Love) – hudba / text: Cole Porter / Zdeněk Borovec – 1985
- Sen lásky (Liebestraum) – hudba / text: Franz Liszt / Ivo Fischer – 1985
- Smutnej měsíc – hudba / text: František Živný / Jan Růžička – 1973
- Snad říčka ví (Озерный край) – hudba / text: Raimonds Pauls / Pavel Vrba – 1975
- Točí se svět (Around The World) – hudba / text: Victor Young / Jiřina Fikejzová – 1985
- Tou dálkou – hudba / text: Zdeněk Marat / Vladimír Poštulka – 1973
- Toulám se léto kolikátý – hudba / text: Jindřich Brabec / František Řebíček – 1973
- Ty a já jsme teď pár (Gavotte Empire) – hudba / text: František Prochaska / Ivo Fischer – 1989
- Už záhy přijde vzácná noc (Der Heiland ist geboren) – hudba / text: tradicionál / Zdeněk Borovec – 1987
- Všem, kdo tě střeží – hudba / text: Jaroslav Uhlíř / Miroslav Černý – 1980
- Výkupné (Désormais) – hudba / text: Charles Aznavour / Miroslav Černý – 1974
- Zátiší s kytarou a dýmkou – hudba / text: Zdeněk Barták ml. / Pavel Vrba – 1979
- Zpívat dívce, kterou mám rád (Somethin' 'Bout You Baby I Like) – hudba / text: Richard Supa / Richard Bergman – 1981
- Žije v kraji růží (Този свят е тъй прекрасен) – hudba / text: Tončo Rusev / Milan Svoboda – 1973

Řada těchto nahrávek je součástí kompilačních CD alb, například Hybš hraje o lásce z roku 1990.
V roce 1976 se podílel spolu s Eduardem Kohoutem na nahrávce Miroslava Horníčka Vyznání Mariánským Lázním v červnu a červnu v Mariánských Lázních.
ostatní studiové (rozhlasové a televizní) nahrávky:
- Aby láska mohla žít (?) – hudba / text: Dieter Apitz / Jiří Aplt – 1976
- Alexandra – hudba / text: Jaroslav Uhlíř / J. Vaněk – 1977
- Bílý je mír – hudba / text: Ivan Kotrč / Jiří Aplt – 1973
- Daleko od velkých autostrád – hudba / text: Dušan Pálka / Jiří Aplt – 1983
- Hej, pane šéf! (Chattanooga Choo Choo) – hudba / text: Harry Warren / Ivo Fischer – 1979
- Jsem tvůj, země líbezná – hudba / text: Alois Palouček / Jaroslav D. Navrátil – 1978
- Juanita – hudba / text: Jaromír Klempíř / Jaroslav Šprongl – 1978
- Kde je klid a štěstí – hudba / text: V. Dyk / J. Klatovský – 1983
- Kdybychom se nesešli – hudba / text: Miroslav Kefurt / Bohuslav Nádvorník – 1987
- Když máš někoho rád – hudba / text: J. Vinařický / Zdeněk Borovec – 1985
- Kraj rybníků – hudba / text: E.Virág / M. R. Procházka – 1979
- Lambaréne – hudba / text: Pavel Vitoch / Václav Babula – 1976
- Májový oceán – hudba / text: Jindřich Brabec / Pavel Cmíral – 1985
- Mám tu píseň rád (?) – hudba / text: Enrico Toselli / Zdeněk Borovec – 1986
- Můj sen znáš (?) – hudba / text: Alexej Mažukov / Jiří Aplt – 1981
- Píseň léta – hudba / text: Milan Dvořák / Hana Čiháková – 1976
- Píseň pro Popelku – hudba / text: V Bufka / J. Verná – 1990
- Praha – hudba / text: Vlastimil Hála / Ivo Fischer – 1981
- Praha našich snů – hudba / text: V. Dyk / J. Klatovský – 1987
- Rybník s rákosím – hudba / text: M. Smatek / J. Blaštík – 1976
- Santa Lucia – hudba / text: tradicionál / Zdeněk Borovec – 1989
- Stín je stín – hudba / text: J. Vítek / Jiří Aplt – 1982
- Štípaná – hudba / text: Dušan Pálka / Ivo T. Havlů – 1989
- Tak se láska zdá (?) – hudba / text: Alexandr G. Fljarkovskij / Eduard Krečmar – 1985
- Taškentské dívky jsou sestry léta (?) – hudba / text: David Tuchmanov / Boris Janíček – 1981
- Teď už víš – hudba / text: V. Bufka / Jiří Aplt – 1985
- Tiše den zhasíná (In the Still Of the Night) – hudba / text: Cole Porter / Jiří Traxler – 1991
- Tvůj úsměv (Rainin´ In My Heart) – hudba / text: J.West/J.Moore / Richard Bergman – 1981
- V pokoji, kde slunce tráví den – hudba / text: Zdeněk Barták ml. / Richard Bergman – 1978
- Za rok se vrátím ('O sole mio) – hudba / text: Eduardo di Capua / Jiřina Fikejzzová – 1989
- Zastávka u dětských snů  – hudba / text: Vít Clar / Ronald Kraus – 1979
- Zatmění slunce (Затмение сердца) – hudba / text: Raimonds Pauls / Eduard Krečmar – 1985
- Znám tě míň i víc – hudba / text: M. Ducháč / Hana Čiháková – 1987
- Známá písnička (?) – hudba / text: Paul Lincke / Ivo Fischer – 1986
- Žižkova hora – hudba / text: Zdeněk Barták ml. / Václav Hons – 1979

jiné:
- Svou mámu znáš jen z obrázků – ?